# Virgíniusz
A Virgíniusz latin eredetű férfinév, a Virginius nemzetségnévből ered, jelentése: szűz, szüzies. Női párja: Virgínia.

## Gyakorisága
Az 1990-es és a 2000-es években nem volt anyakönyvezhető.

## Híres Virgíniuszok
- Virginius Dabney amerikai tanító